# Delegazione apostolica nelle Antille
La delegazione apostolica nelle Antille è una rappresentanza della Santa Sede presso alcune Chiese locali del Mare Caraibico e di altri territori limitrofi.

## Giurisdizione
Il delegato apostolico, rappresentante pontificio solo presso le Chiese locali e non presso i governi, estende la sua giurisdizione sulle isole del Mare delle Antille prive di un nunzio apostolico, e altre dipendenze limitrofe. Tutti gli Stati indipendenti dell'area hanno stretto relazioni con la Santa Sede, per cui la delegazione comprende solo territori non indipendenti, e cioè:
- territori della Francia d'oltremare: Guadalupa, Martinica, Guyana francese;
- territori britannici d'Oltremare: Anguilla, Bermuda, isole Cayman, Montserrat, Turks e Caicos, isole Vergini britanniche;
- territori del regno dei Paesi Bassi: Aruba, Curaçao, Sint Maarten, Paesi Bassi caraibici.

Non ne fanno parte, invece, i territori esterni degli Stati Uniti nel Mare delle Antille, cioè Porto Rico e isole Vergini Americane.
Il delegato apostolico risiede a Port of Spain, capitale di Trinidad e Tobago, ed è anche nunzio apostolico in Trinidad e Tobago, Antigua e Barbuda, Bahamas, Barbados, Belize, Dominica, Giamaica, Grenada, Guyana, Saint Kitts e Nevis, Saint Vincent e Grenadine, Saint Lucia e Suriname.
Dal 30 luglio 2022 il delegato apostolico è Santiago De Wit Guzmán, arcivescovo titolare di Gabala.

## Storia
Una prima delegazione apostolica nelle isole Antille fu eretta il 7 dicembre 1925 con il decreto Ea est Antillarum insularum, con giurisdizione su tutte le Antille e con sede a L'Avana. Essa sostituì la delegazione apostolica a Cuba e Porto Rico, che era stata istituita nel 1898.
Il 10 agosto 1938, in forza del decreto Decreto Antillarum della Congregazione per gli affari ecclesiastici straordinari, la delegazione apostolica nelle isole Antille fu soppressa e il territorio della sua giurisdizione fu suddiviso tra diverse rappresentanze diplomatiche: Giamaica e Honduras britannico passarono alla nunziatura a Cuba; Porto Rico e le Piccole Antille alla nunziatura ad Haiti; Barbados e isole della costa venezuelana alla nunziatura in Venezuela; Bermuda alla delegazione in Canada e Terra Nova; Bahamas alla delegazione negli Stati Uniti d'America.
Il 19 marzo 1975 la delegazione apostolica nelle Antille fu ristabilita con la lettera apostolica Quoniam pro universalis di papa Paolo VI, con sede a Port-au-Prince, capitale di Haiti. Dal 1980 l'incarico di delegato è affidato al nunzio apostolico a Trinidad e Tobago, residente a Port of Spain.
Negli anni successivi tutti gli Stati indipendenti dell'area hanno stretto relazioni con la Santa Sede: Trinidad e Tobago il 23 luglio 1978; Grenada il 17 febbraio 1979; Barbados il 19 aprile 1979; Giamaica il 20 luglio 1979; Bahamas il 27 luglio 1979; Dominica il 1º settembre 1981; Saint Lucia il 1º settembre 1984; Antigua e Barbuda il 15 dicembre 1986; Saint Vincent e Grenadine il 17 aprile 1990; Suriname il 16 febbraio 1994; Guyana il 9 giugno 1997; Saint Kitts e Nevis il 19 luglio 1999.

## Lista dei delegati apostolici

### Delegati apostolici a Cuba e Porto Rico
- Placide Louis Chapelle † (16 settembre 1898 - 9 agosto 1905 deceduto)
- Giuseppe Aversa † (24 maggio 1906 - 21 ottobre 1909 nominato delegato apostolico in Venezuela)
- Adolfo Alejandro Nouel y Boba-Dilla † (3 novembre 1913 - 1915 dimesso)
- Tito Trocchi † (9 dicembre 1915 - 25 maggio 1921 nominato internunzio apostolico in Bolivia)
- Pietro Benedetti † (22 luglio 1921 - 7 dicembre 1925 dimesso)

### Delegati apostolici nelle Antille (fino al 1938)
- George Joseph Caruana † (22 dicembre 1925 - 10 agosto 1938 dimesso)

### Delegati apostolici nelle Antille (dal 1975)
- Luigi Conti (1º agosto 1975 - 9 febbraio 1980 dimesso)
- Paul Fouad Tabet † (9 febbraio 1980 - 8 settembre 1984 nominato pro-nunzio apostolico in Nigeria)
- Manuel Monteiro de Castro (16 febbraio 1985 - 21 agosto 1990 nominato nunzio apostolico in Honduras e in El Salvador)
- Eugenio Sbarbaro (7 febbraio 1991 - 26 aprile 2000 nominato nunzio apostolico in Serbia e Montenegro)
- Emil Paul Tscherrig (8 luglio 2000 - 22 maggio 2004 nominato nunzio apostolico in Corea)
- Thomas Edward Gullickson (2 ottobre 2004 - 21 maggio 2011 nominato nunzio apostolico in Ucraina)
- Nicola Girasoli (29 ottobre 2011 - 16 giugno 2017 nominato nunzio apostolico in Perù)
- Fortunatus Nwachukwu (4 novembre 2017 - 17 dicembre 2021 nominato osservatore permanente della Santa Sede presso l'Ufficio delle Nazioni Unite ed Istituzioni specializzate a Ginevra e l'Organizzazione mondiale del commercio e rappresentante della Santa Sede presso l'Organizzazione internazionale per le migrazioni)
- Santiago De Wit Guzmán, dal 30 luglio 2022